# Liste der Baudenkmäler in Wasserburg (Bodensee)

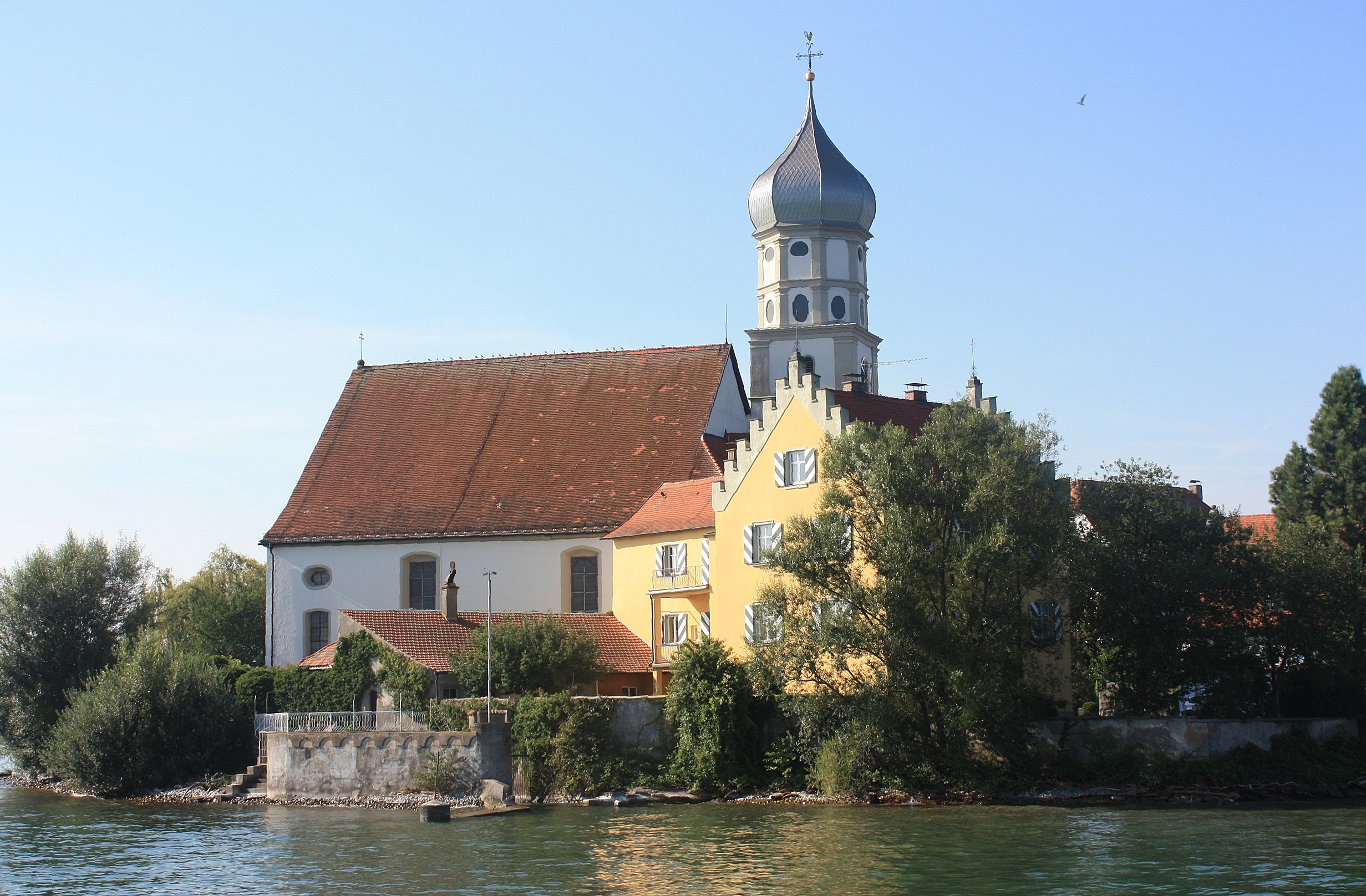
Pfarrkirche St. Georg mit Pfarrhaus in Wasserburg am Bodensee

Auf dieser Seite sind die Baudenkmäler in der schwäbischen Gemeinde Wasserburg (Bodensee) zusammengestellt. Diese Tabelle ist eine Teilliste der Liste der Baudenkmäler in Bayern. Grundlage ist die Bayerische Denkmalliste, die auf Basis des Bayerischen Denkmalschutzgesetzes vom 1. Oktober 1973 erstmals erstellt wurde und seither durch das Bayerische Landesamt für Denkmalpflege geführt wird. Die folgenden Angaben ersetzen nicht die rechtsverbindliche Auskunft der Denkmalschutzbehörde.

## Ensembles

### Ensemble Ehemalige Insel Wasserburg

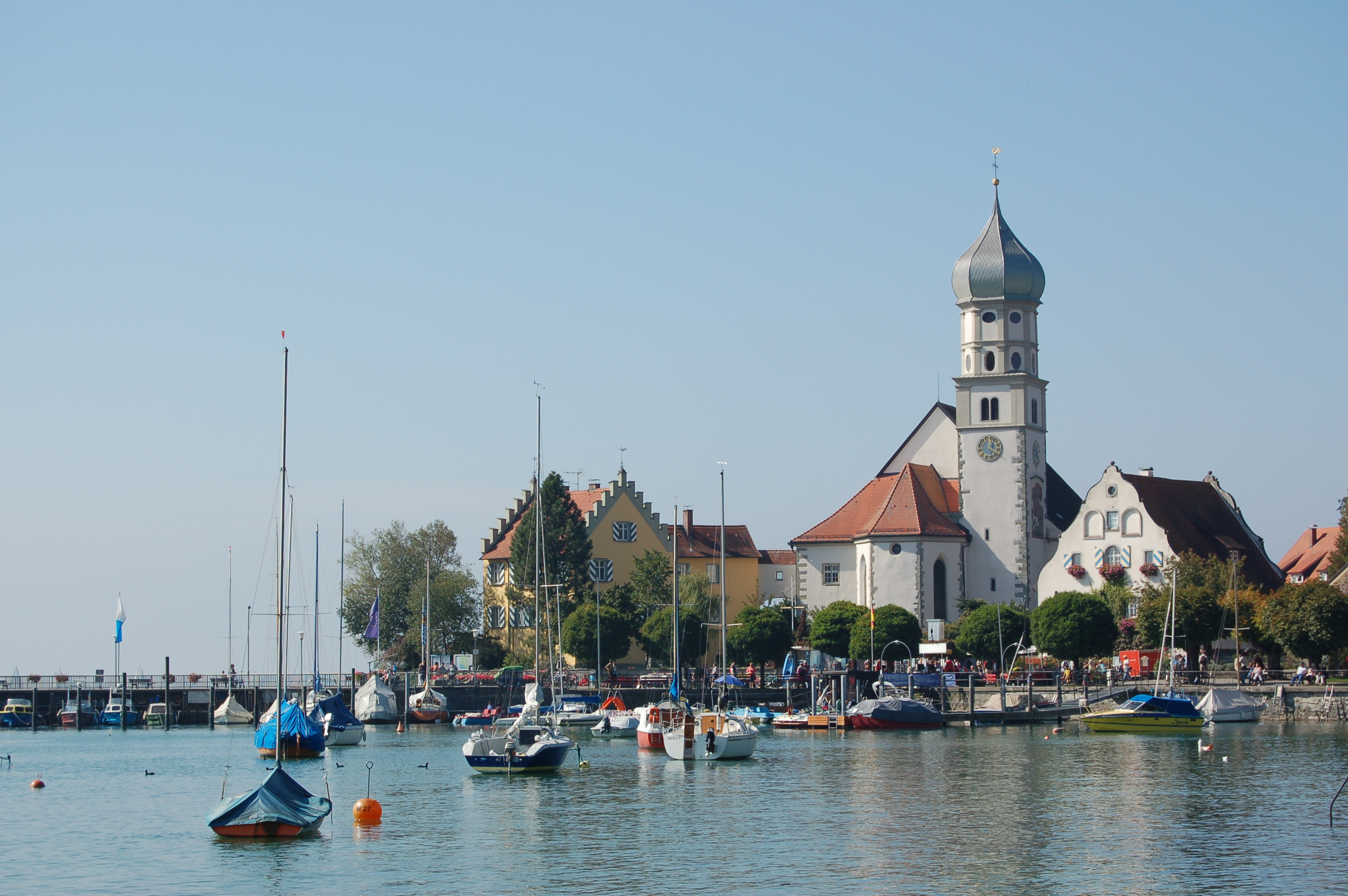

Wasserburg besaß bis 1720 den Charakter einer Insel. Die einzigartige Lage vor dem Bodensee-Nordufer veranlasste das Kloster St. Gallen 924/25, den Bereich gegen die Hunnen zu befestigen, auf dem es im 8. Jahrhundert bereits eine Georgskirche begründet hatte. Die Burg des 13. Jahrhunderts wurde 1358 vom Schwäbischen Städtebund zerstört, danach von den Besitznachfolgern, den Grafen von Montfort, seit 1592 den Grafen Fugger, wieder aufgebaut und erweitert; im turmartigen Nordostflügel ist der St. Galler Bau von 1282 noch erhalten, um ihn schließen sich ein Flügelbau und Wirtschaftsgebäude mit großen Walmdächern. An der Südspitze der Halbinsel besitzt die spätmittelalterliche, im 19. Jahrhundert umgebaute Georgskirche mit ihrer Friedhofsummauerung und den restlichen Wehrmauern am See noch das Gepräge einer Kirchenburg; auch der im Kern spätmittelalterliche Pfarrhof mit seinen Zinnengiebeln hat, wenn auch in der Erneuerung des 19. Jahrhunderts, wehrhaften Charakter bewahrt. Zwischen Schloss und Kirche sind – nicht zuletzt dank der Wertschätzung des malerischen Inselbereichs seit dem 19. Jahrhundert – das alte Schulhaus und das ehemalige Benefiziatenhaus mit den zugehörigen Gärten erhalten geblieben. Aktennummer: E-7-76-128-1.

## Baudenkmäler nach Ortsteilen

### Wasserburg
| Lage                                   | Objekt                                 | Beschreibung | Akten-Nr.     | Bild                         |
| -------------------------------------- | -------------------------------------- | --- | ------------- | ---------------------------- |
| Bodensee (Standort)                    | Schiffsanlegeplatz, Badehaus           | Villa, zweigeschossiger Gruppenbau mit rundem Eckturm und Mansarddach, Jugendstil, 1901; mit Ufermauer und Badehaus. | D-7-76-128-30 | Schiffsanlegeplatz, Badehaus |
| Friedrichshafener Straße 12 (Standort) | Katholische Kapelle Hl. Kreuz          | Rechteckbau mit dreiseitigem Schluss, 1583; mit Ausstattung; in ummauertem Friedhof, 1575 angelegt. | D-7-76-128-1  | BW                           |
| Halbinselstraße 6 (Standort)           | Ehemaliger Torggel                     | eingeschossiger verbretterter Riegelbau mit Pyramidendach, 18. Jahrhundert | D-7-76-128-26 | Ehemaliger Torggel           |
| Halbinselstraße 44 (Standort)          | Bildstock                              | 18. Jahrhundert Mansarddach, Jugendstil, 1901; mit Ufermauer und Badehaus. | D-7-76-128-10 | Bildstock                    |
| Halbinselstraße 47 (Standort)          | Villa                                  | zweigeschossiger Gruppenbau mit rundem Eckturm und Mansarddach, Jugendstil, 1901; mit Ufermauer und Badehaus. | D-7-76-128-25 | BW                           |
| Halbinselstraße 71, 77 (Standort)      | Gedenksäule                            | sogenannte Fuggersäule, Säulenschaft mit laternenartigem Aufsatz, 1720. | D-7-76-128-9  | Gedenksäule                  |
| Halbinselstraße 72 (Standort)          | Villa am See                           | stattlicher zweigeschossiger Traufseitbau mit historisierenden Staffelgiebeln und Gliederungen, 2. Drittel 19. Jahrhundert                                                                                                | D-7-76-128-8  | Villa am See                 |
| Halbinselstraße 74 (Standort)          | Ehemaliger Torggel                     | jetzt Wohnheim, zweigeschossiger Walmdachbau, 1820. | D-7-76-128-6  | Ehemaliger Torggel           |
| Halbinselstraße 77 (Standort)          | Ehemaliges Gerichtshaus der Fugger     | jetzt Museum, sogenanntes Malhaus, zweigeschossiger Satteldachbau mit geschwungenem Giebel, 1597. | D-7-76-128-7  | weitere Bilder               |
| Halbinselstraße 78 (Standort)          | Ehemaliges Wasserschloss               | zwei verschieden hohe Trakte einer ehemaligen Dreiflügelanlage, Kern ab 1280, mit Anbauten 2. Hälfte 14. Jahrhundert, Mitte 16. Jahrhundert und 18. Jahrhundert; Torhaus, eingeschossiger Walmdachbau aus Bruchstein.     | D-7-76-128-4  | weitere Bilder               |
| Halbinselstraße 81 (Standort)          | Katholisches Pfarrhaus                 | zweiflügeliger Satteldachbau mit Zinnengiebel und Bogengang zur Kirche, im Kern 1550, 1878/80 verändert. | D-7-76-128-5  | weitere Bilder               |
| Halbinselstraße 83 (Standort)          | Katholische Pfarrkirche St. Georg      | Saalkirche, eingezogener Chor mit dreiseitigem Schluss und Turm, 1396–1403, Schiff 1512 erweitert; mit Ausstattung; Friedhof mit Ummauerung, an der Innenseite Grabmäler des 17.–19. Jahrhunderts                         | D-7-76-128-3  | weitere Bilder               |
| Halbinselstraße 85 (Standort)          | Ehemaliges Benefiziatenhaus            | zweigeschossiger Giebelbau mit verschindeltem Obergeschoss, im Kern 18. Jahrhundert | D-7-76-128-2  | BW                           |
| Höhenstraße (Standort)                 | Bildstock                              | 18. Jahrhundert | D-7-76-128-12 | Bildstock                    |
| Im Tiefen Brunnen 1 (Standort)         | Bildstock                              | 18./19. Jahrhundert | D-7-76-128-11 | BW                           |
| Jägersteig 5 (Standort)                | Bildstock                              | 18./19. Jahrhundert | D-7-76-128-13 | BW                           |
| Nonnenhorner Straße 1 (Standort)       | Feuerwehrhaus mit Turm                 | erdgeschossiges Gebäude mit Schopfwalmdach und Zierfachwerk, um 1900. | D-7-76-128-27 | Feuerwehrhaus mit Turm       |
| Nonnenhorner Straße 20 (Standort)      | Evangelisch-lutherische Johanneskirche | flachgedeckter Saal mit eingezogenem Rechteckchor, 1937; mit Ausstattung; angebautes Mesnerhaus, gleichzeitig. | D-7-76-128-14 | weitere Bilder               |
| Uferstraße 20 (Standort)               | Landhaus                               | zweigeschossiger Halbwalmdachbau mit verputztem Erd- und holzverschaltem Obergeschoss, Heimatstil, für Dr. B. Max Müller von I.M. Schneider, 1907; am Seeufer Hafenanlage mit Greiffigur, Futtermauer und Seetreppe, 1910 | D-7-76-128-33 | BW                           |
| Untere Rehenen (Standort)              | Bildstock                              | 18./19. Jahrhundert | D-7-76-128-15 | BW                           |

### Bichel
| Lage                       | Objekt                | Beschreibung | Akten-Nr.     | Bild           |
| -------------------------- | --------------------- | --- | ------------- | -------------- |
| Fuggerstraße 29 (Standort) | Remise                | Ehemaliges Ökonomiegebäude, gebogener Bau mit Fachwerkobergeschoss und Schopfwalmdach, 1907 ff. von den Lindauer Architekten Kühlwein und Widmann errichtet, später verändert. | D-7-76-128-31 | BW             |
| Fuggerstraße 37 (Standort) | Ehemalige Fuggermühle | eingeschossiger Giebelbau mit Hochkeller, bezeichnet 1598. | D-7-76-128-16 | BW             |
| Fuggerstraße 62 (Standort) | Ehemaliges Vogthaus   | jetzt Gasthof, zweigeschossiger Satteldachbau mit Hochkeller, 1592. | D-7-76-128-17 | weitere Bilder |

### Hattnau
| Lage                                   | Objekt    | Beschreibung    | Akten-Nr.     | Bild |
| -------------------------------------- | --------- | --------------- | ------------- | ---- |
| Von Wasserburg nach Hattnau (Standort) | Bildstock | 18. Jahrhundert | D-7-76-128-20 | BW   |

### Hege
| Lage               | Objekt                   | Beschreibung                                                                          | Akten-Nr.     | Bild |
| ------------------ | ------------------------ | ------------------------------------------------------------------------------------- | ------------- | ---- |
| Hege 23 (Standort) | Ehemaliges Seebauernhaus | eingeschossiger Satteldachbau, teils verschindelt, teils verbrettert, 18. Jahrhundert | D-7-76-128-21 | BW   |

### Hengnau
| Lage                  | Objekt    | Beschreibung | Akten-Nr.     | Bild |
| --------------------- | --------- | --- | ------------- | ---- |
| Hengnau 92 (Standort) | Hakenhof  | Wohnteil eingeschossiger Satteldachbau auf hohem Kellersockel mit verputztem Fachwerk, 18. Jahrhundert, der Wirtschaftsteil wurde massiv erneuert. | D-7-76-128-28 | BW   |
| In Hengnau (Standort) | Bildstock | 18. Jahrhundert | D-7-76-128-22 | BW   |

### Reutenen
| Lage                                   | Objekt                        | Beschreibung | Akten-Nr.     | Bild           |
| -------------------------------------- | ----------------------------- | --- | ------------- | -------------- |
| Reutener Straße (Standort)             | Katholische Kapelle St. Jakob | sogenannte Gefrörnen-Kapelle, kleiner Rechteckbau mit halbrundem Schluss, 1643; mit Ausstattung.                                                                              | D-7-76-128-23 | weitere Bilder |
| Uli-Wieland-Straße 40, 40 a (Standort) | Villa Seefried                | stattlicher, zweigeschossiger Bau mit Schopfwalmdach, Loggia, Gauben und Belvedere, 1898–1901 errichtet, 1927 durch Franz Rank umgebaut; zugehörig Boots- und Badehaus, 1929. | D-7-76-128-29 | BW             |

### Selmnau
| Lage                  | Objekt                           | Beschreibung                                                            | Akten-Nr.     | Bild           |
| --------------------- | -------------------------------- | ----------------------------------------------------------------------- | ------------- | -------------- |
| In Selmnau (Standort) | Katholische Kapelle St. Antonius | Rechteckbau mit dreiseitigem Schluss, bezeichnet 1696; mit Ausstattung. | D-7-76-128-24 | weitere Bilder |

## Ehemalige Baudenkmäler
In diesem Abschnitt sind Objekte aufgeführt, die früher einmal in der Denkmalliste eingetragen waren, jetzt aber nicht mehr. Objekte, die in anderem Zusammenhang also z. B. als Teil eines Baudenkmals weiter eingetragen sind, sollen hier nicht aufgeführt werden. Aktennummern in diesem Abschnitt sind ehemalige, jetzt nicht mehr gültige Aktennummern.

| Lage                          | Objekt                                    | Beschreibung                                                                    | Akten-Nr.     | Bild |
| ----------------------------- | ----------------------------------------- | ------------------------------------------------------------------------------- | ------------- | ---- |
| Hattnau Hattnau 14 (Standort) | Ökonomiegebäude des sogenannten Pfarrhofs | Eingeschossiger Fachwerkbau mit Satteldach, Giebel verbrettert, 17. Jahrhundert | D-7-76-128-19 | BW   |